# Verfassungsgeschichte des Vereinigten Königreichs
Die Verfassungsgeschichte des Vereinigten Königreichs von Großbritannien und Nordirland ist eine der ältesten und bewegtesten der heute noch existierenden Staaten.

## Verfassungsentwicklung des Königreichs England
Zu Beginn des 17. Jahrhunderts geriet Jakob I. aus dem Haus Stuart wegen seiner absolutistischen Vorstellungen in Konflikt mit dem Parlament. Er war zwar an das Common Law und die Magna Carta von 1215 sowie eine knapp 300 Jahre währende Geschichte der Mitwirkung des englischen Parlaments gebunden, doch versuchte er den Vorstellungen der Zeit gemäß eine unbedingte Königsherrschaft durchzusetzen.
Zum offenen Konflikt kam es freilich erst unter seinem Nachfolger Karl I. Obschon das Parlament die Steuer- und Budgethoheit innehatte, erließ Karl immer wieder Fiskalerlasse im Alleingang, um die desolaten Staatsfinanzen in den Griff zu bekommen. Dieses Vorgehen der Krone führte zur Petition of Right von 1628. Darin beschuldigten die Parlamentarier ihren König diverser Vergehen und leiteten daraus allgemeine Rechte ab. Karl I. sah sich einerseits an die Tradition des Common Law gebunden, andererseits sah er die (finanzielle) Notwendigkeit ein, mit dem Parlament zu kooperieren. So musste er Abbitte leisten und die Petition of Right unterschreiben.
Im Jahre 1642 brach der Bürgerkrieg aus, aus dem Oliver Cromwell als Sieger hervorging. Er kämpfte gemeinsam mit den Puritanern und den Kleinadligen („Commons“) gegen die Lords und den König. Zwischen 1649 und 1660 folgte eine kurze republikanische Phase, obgleich es sich de facto um eine Militärdiktatur Cromwells (Titel: Lord Protector) handelte.
Ab 1660 herrschten mit Karl II. und Jakob II. zwei weitere Stuarts, die jedoch gegenüber dem Parlament stark an Macht einbüßten. Der Bürgerkrieg hatte viel Geld gekostet, die Staatsfinanzen waren weiterhin in schlechter Verfassung. Aus dieser Position heraus gelang es dem Parlament, der Krone weitere Rechte abzuringen. So wurde 1679 der Habeas Corpus Act (v. a. Verfahrensgarantien) verabschiedet. Nach der sog. „Glorious Revolution“ legte 1689 die Bill of Rights grundlegende Rechte des Parlaments gegenüber dem Monarchen fest. Damit entstand die konstitutionelle Monarchie. Um die protestantische Sukzession zu sichern, wurde durch den Act of Settlement 1701 die hannoveranische Thronfolge festgelegt und damit die Bindung der Krone an das Parlament weiter ausgebaut.

## Parlamentarische Monarchie
Seit Mitte des 19. Jahrhunderts ist Großbritannien eine parlamentarische Monarchie, auch wenn das allgemeine Wahlrecht trotz mehrerer Wahlreformgesetze (1832, 1867, 1884/85) im 19. Jahrhundert noch nicht verwirklicht wurde. Die allmähliche Ausweitung des Wahlrechts stärkte das vom Volk gewählte House of Commons zunehmend gegenüber der Krone und den Lords. Dieser Prozess vollzog sich vor dem Hintergrund einer auf die britischen Freiheiten stolzen Zivilgesellschaft, die sich auf eine Tradition seit der Magna Carta (1215) und der Bill of Rights („free speech“) berief. Aus mehreren Kompetenzkonflikten zwischen Unter- und Oberhaus entwickelte sich seit dem späten 19. Jahrhundert die heute bekannte asymmetrische Rolle beider Häuser im Zweikammerparlament. Das allgemeine Wahlrecht wurde in Großbritannien erst 1918 bzw. 1928 (für alle erwachsenen Frauen) eingeführt.
Die britische Verfassungsgeschichte ist die der Entstehung des modernen Parlamentarismus. Dabei ist kennzeichnend, dass stets Krisen der Monarchie (z. B. desolate Staatsfinanzen) gemeinsam mit der Bindung der Krone an das Common Law dem Parlament die Möglichkeit zum Machtausbau boten. Andererseits kennzeichnet die britische Verfassungsgeschichte aber auch die Identifikation mit der Krone. Sie ist eine symbolträchtige, identitätsstiftende Institution.

### Veränderungen am Ende des 20. Jahrhunderts
Wichtige Veränderungen brachten während der ersten Amtszeit von Tony Blair die Teilautonomisierung der Landesteile des Vereinigten Königreiches und Londons (Greater London Authority) sowie die Schaffung regionaler Parlamente, die auch innerhalb Englands vorgesehen sind. Die einschlägigen Bestimmungen sind niedergelegt in Scotland Act (Schottisches Parlament), Government of Wales Act (National Assembly for Wales), Northern Ireland Act (1998) und im Karfreitagsabkommen (1998).
Der Human Rights Act 1998 leistet lediglich die formalrechtliche Anpassung des Vereinigten Königreichs an die Europäische Menschenrechtskonvention. Dagegen bedeutet der House of Lords Act 1999 eine grundlegende Veränderung der Legislative, insofern für die eine Kammer innerhalb des Zweikammernsystems endgültig die Erblichkeit eines Großteils der Sitze abgeschafft wird.